# Lương Châu (Hán Triệu)
Lương Châu là một châu do nhà nước Hán Triệu thời Ngũ Hồ thập lục quốc thành lập vào năm 327 tại khu vực ngày nay nằm trong tỉnh Cam Túc, Trung Quốc và chỉ tồn tại trong một thời gian rất ngắn đến năm 329.

## Lịch sử
Năm Quang Sơ thứ 10 (năm 327), Lưu Diệu tấn công và đoạt được các quận Tấn Hưng (trị sở đặt tại Phu Hãn), Địch Đạo (trị sở tại khu vực ngày nay thuộc huyện Lâm Thao, địa cấp thị Định Tây, tỉnh Cam Túc), An Cố (trị sở tại khu vực ngày nay là đông nam huyện Lâm Thao, tỉnh Cam Túc), Kim Thành (trị sở tại khu vực ngày nay thuộc quận Tây Cố, địa cấp thị Lan Châu, tỉnh Cam Túc). Ông đặt ra một đơn vị hành chính gọi là Lương Châu, với trị sở đặt tại Phu Hãn (nay thuộc thành phố cấp huyện Lâm Hạ, Châu tự trị dân tộc Hồi Lâm Hạ, tỉnh Cam Túc.
Năm 329 Thạch Lặc của nhà nước Hậu Triệu đánh bại Lưu Diệu. Lương Châu bị nhà nước Tiền Lương chiếm đoạt và đổi tên thành Hà châu.